# Calisteas
Calisteas eran unas fiestas que se celebraban en la antigüedad en honor de Juno y Ceres, en las que las mujeres se disputaban el premio de la hermosura. Estos certámenes no eran exclusivos de Lesbos, pues los había también en las fiestas eleusinas en honor de Ceres.
Los de Elea celebraban una fiesta muy parecida a esta, en la cual el premio se adjudicaba al hombre más bien formado y hermoso que se presentaba en ellas. Consistía este en una armadura completa y luego el vencedor, adornado de cintas y coronado de guirnaldas de mirto, atravesaba la ciudad acompañado de sus parientes y amigos, los cuales le conducían con mucha pompa hasta el templo de Minerva a cuya diosa consagraba aquella armadura.